# Idade das trevas digital
A idade das trevas digital, por analogia com a idade das trevas, é uma ausência de informações históricas na era digital, como consequência de formatos de arquivos, software e hardware que sofrem com corrompimento, escassez ou inacessibilidade à medida em que a tecnologia evolui e os dados se deterioram.
Vint Cerf, um dos criadores da internet, alerta para o risco das gerações futuras terem pouco ou nenhum registro do século XXI.
Uma das principais propostas contra o problema é o uso de software livre e formatos de arquivo abertos, como o OpenDocument, que podem ser facilmente implementados em diferentes plataformas de hardware e software. Alguns autores também constatam a necessidade de políticas públicas referentes ao tema.